# Sfärisk geometri

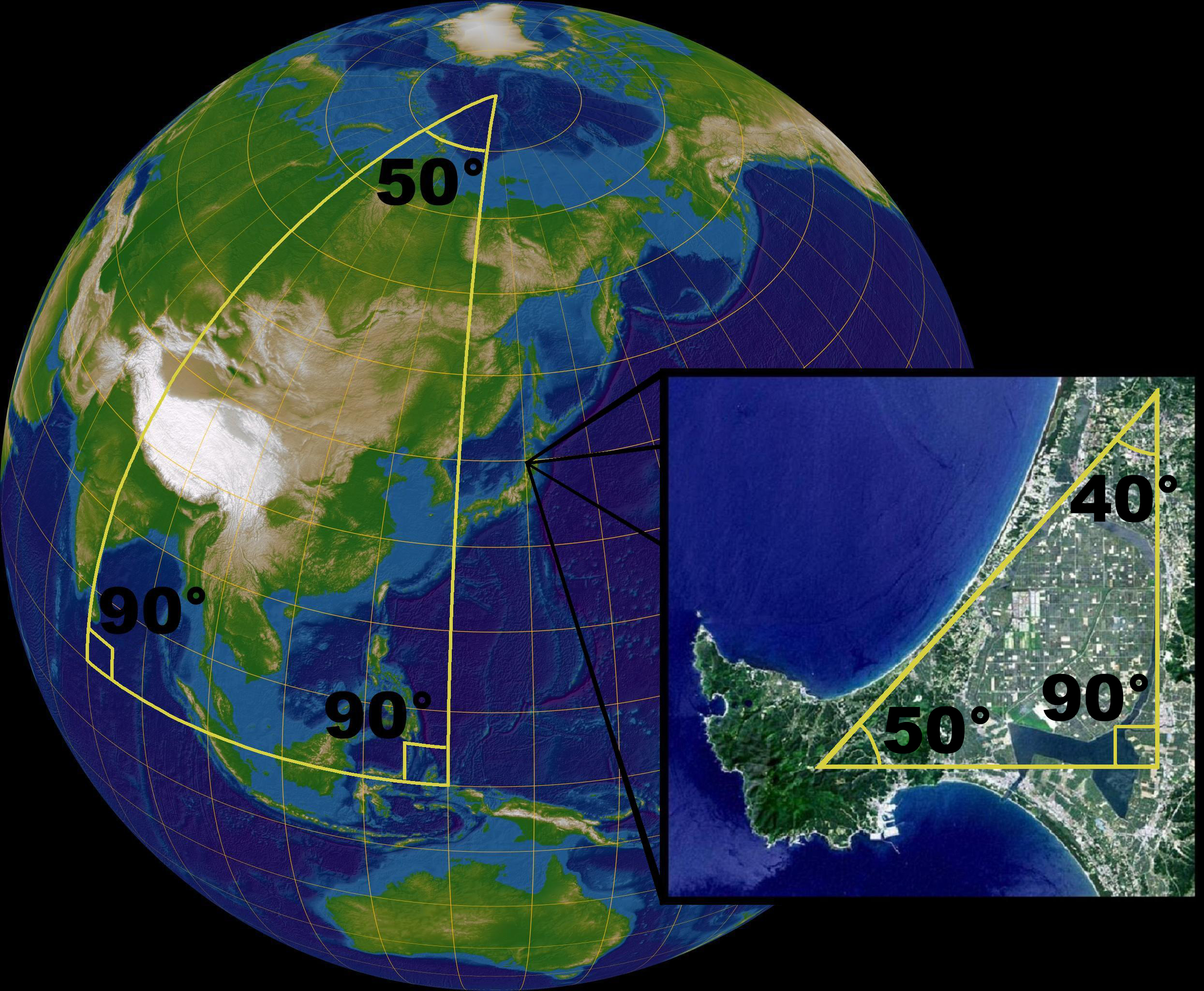
Två trianglar på en sfärisk yta. Den stora har en vinkelsumma som tydligt överstiger 180°, medan den mindre kan ses som att den ligger i ett plan och har sålunda (nästan) vinkelsumman 180°

Sfärisk geometri, som behandlar geometrin på eller som kan modelleras på ett klots yta, är den enklaste varianten av elliptisk geometri, som i sin tur är den ena varianten av icke-euklidisk geometri. För den elliptiska geometrin gäller inte parallellaxiomet; det existerar inga parallella räta linjer, vilket bland annat medför att vinkelsumman i en triangel är större än 180°.

## Historia
Den grekiske matematikern Euklides (ca 325-265 f.Kr.) ställde upp ett antal definitioner och fem axiom för geometrin. De flesta av dessa var förutsättningar av de enklaste slag, men ett av dem, parallellaxiomet, var annorlunda. Axiomet kan uttryckas som att för en given linje och punkt utanför linjen kan man dra en och endast en linje genom punkten så att den linjen är parallell med den första. Euklides tycks ha hoppats på att kunna härleda parallellaxiomet som en sats från sina övriga antaganden men misslyckats. I 2000 år efter honom försökte matematiker förgäves att bevisa giltigheten hos parallellaxiomet.
En av dessa var italienaren Giovanni Girolamo Saccheri (1667-1733) som till skillnad från de före honom gjorde antaganden att parallellaxiomet var falskt och försökte få fram en motsägelse. Detta gjorde han genom att låta vinkelsumman i en triangel vara större eller mindre än 180°. När han undersökte vad som hände då vinkelsumman i en triangel blev mindre än 180°, upptäckte många egenskaper hos den hyperboliska geometrin, eftersom parallellaxiomet är det enda som skiljer euklidisk och hyperbolisk geometri åt. Genom ett felslut trodde han att han kunde avfärda dessa resultat. När han undersökte vad som hände då vinkelsumman var större än 180° kom han däremot fram till en motsägelse på korrekta grunder eftersom det finns fler saker som skiljer den euklidiska och elliptiska geometrin åt, som till exempel anordningsaxiom.
Under sent 1700-tal och tidigt 1800-tal intresserade sig allt fler för den hyperboliska geometrin och denna undersöktes av matematiker som Gauss, Lobatjevskij, Farkas Bolyai och hans son János Bolyai. Dessa verkar dock ha trott att den hyperboliska geometrin var den enda icke-euklidiska geometrin. Det var först Gauss elev Bernhard Riemann som lade fram idén om en elliptisk geometri i sin provföreläsning för docentur den 10 juni 1854. Tidigare hade man antagit att en rät linje alltid hade kunnat fölängas oändligt långt i båda riktningarna. Riemann gjorde skillnad på begreppen oändlig och obegränsad. Ett klot och ett euklidiskt plan är enligt honom obegränsade, eftersom man kan röra sig oändligt långt i en given riktning, men endast planet är oändligt av dessa. Riemann föreslog att rummet är ändligt och obegränsat, så att om man rör sig längs med en rät linje i rummet kommer man tillbaka till utgångspunkten förr eller senare. Med detta antagande kan man bygga upp den elliptiska geometrin inte bara i två dimensioner (sfärisk geometri) utan hur många som helst.
I sin allmänna relativitetsteori betraktade Albert Einstein rumtiden som euklidisk när den inte påverkas av gravitation och att den kröks av gravitation så att icke-euklidisk geometri gäller lokalt. Också i detta fall rör det sig om högre dimensioner, även om man brukar gestalta rumtiden som ett tvådimensionellt krökbart rutnät.

## Definitioner

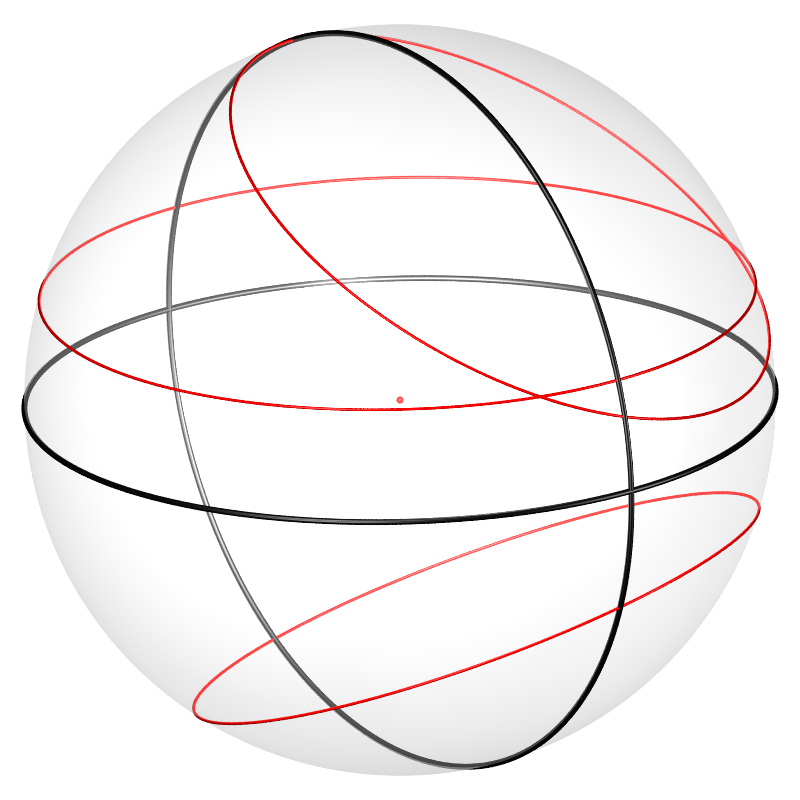
Storcirklar (svarta) är räta linjer, som alltid skär varandra. De röda cirklarna är inte räta, eftersom de inte har samma centrum som klotet

Som modell för den sfäriska geometrin väljs ett klot, där ytan är det som behandlas. Vidare definierar man följande:
- En punkt i den sfäriska geometrin kan definieras på två sätt: Antingen som en diameter genom klotet, eller som de båda ändpunkterna till diametern. Detta innebär exempelvis att "nordpolen" och "sydpolen" betraktas som samma punkt. Anledningen till att man har valt att göra detta är att man annars skulle bryta mot Euklides första axiom, som säger att man kan dra en och endast en rät linje mellan två punkter; om nordpolen och sydpolen vore olika punkter skulle man kunna dra oändligt många räta linjer mellan dem.

- En (elliptisk) rät linje definieras på liknande sätt antingen som ett euklidiskt plan genom klotets mittpunkt eller en storcirkel, d.v.s. en euklidisk cirkel som ligger på klotytan och har samma mittpunkt som klotet. Alla longituder och ekvatorn är alltså räta i denna mening, medan övriga latituder inte är det.

- En (elliptisk) sträcka definieras som den minsta storcirkelbågen mellan två punkter, d.v.s. det kortaste avståndet mellan punkterna längs med ytan.

- En (elliptisk) vinkel mellan två räta linjer definieras antingen som den minsta euklidiska vinkeln mellan motsvarande plan eller som den minsta euklidiska vinkeln mellan två linjers euklidiska tangenter i skärningspunkten.

## Egenskaper
Den sfäriska geometrin uppfyller Euklides andra axiom, som säger att en begränsad linje kan förlängas obegränsat, i enlighet med vad som tidigare sagts om termerna obegränsad och oändlig. Alla elliptiska linjer är ändliga och har samma längd.
Att man alltid återvänder till utgångspunkten om man rör sig längs med en linje innebär att det inte är möjligt att påstå att en punkt ligger mellan två andra på samma linje (ett anordningsaxiom), vilket är fallet i den euklidiska och även den hyperboliska geometrin. Däremot kan man säga att fyra punkter på samma räta linje kan på ett entydigt sätt delas upp i två från varandra skiljande punktpar.
Vidare är det lätt att se att vinkelsumman i en triangel är större än 180°, som i bilden överst till höger på sidan, där två longituder skär ekvatorn under varsin rät vinkel och sedan varandra vid nordpolen under en vinkel >0°. Här går det också att se att Pythagoras sats inte är giltig i sfärisk geometri; det skulle innebära att den ena longitudsidan i kvadrat skulle vara lika med den andra longitudsidan i kvadrat plus ekvatorsidan i kvadrat. Men detta är inte möjligt, för longitudsidorna är lika långa. Ett annat sätt att se att vinkelsumman överskrider 180° är att jämföra triangeln med en euklidisk triangel dragen under jordytan mellan de tre hörnen. Denna triangel har givetvis vinkelsumman 180°, men varje vinkel i den sfäriska triangeln är större än den motsvarande i den euklidiska. På detta sätt inses också att det inte existerar några likformiga trianglar som inte har lika sidor, för ju större triangeln är, desto större är dess vinklar jämfört med de euklidiska.

## Trigonometri

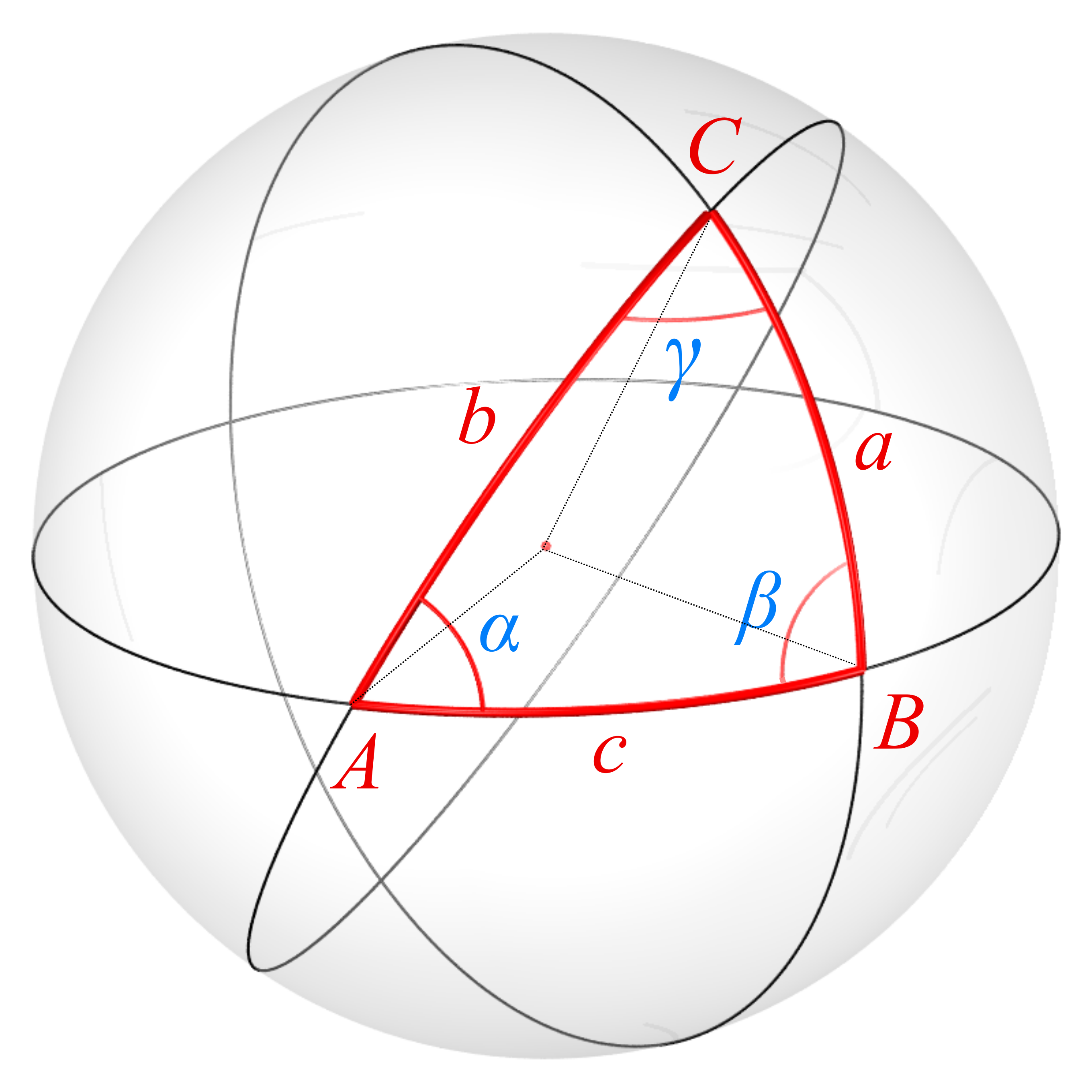
Sfärisk triangel med sidorna a, b och c samt de inre vinklarna α, β och γ

Även om Riemanns hypotes om att rummet skulle vara elliptiskt inte är särskilt gammal, liksom relativitetsteorin, har det länge varit känt hur man räknar med sfäriska trianglar. Sfärisk trigonometri är användbar på jordytan och inom astronomin. Redan på 900-talet upptäckte den persiske matematikern Abu l-Wafa den sfäriska sinussatsen, motsvarigheten till sinussatsen i sfärisk geometri:
{\displaystyle {\cfrac {\sin \alpha }{\sin {\cfrac {a}{R}}}}={\cfrac {\sin \beta }{\sin {\cfrac {b}{R}}}}={\cfrac {\sin \gamma }{\sin {\cfrac {c}{R}}}}}
där sidan a står mot vinkeln α, sidan b mot vinkeln β och sidan c mot vinkeln γ (se bild). R är sfärens radie.
I mitten av 1000-talet skrev den arabiske matematikern Al-Jayyani (989-1079) en bok där sfärisk trigonometri sammanfattades i en modern form. Där nämns bland annat ovanstående formel.

### Polygoner och areor
Ett areastycke som begränsas av två eller flera elliptiskt räta linjer kallas en sfärisk polygon. En figur som begränsas av endast två räta linjer kallas en tvåhörning eller digon. Den saknar motsvarighet i det euklidiska planet.
Det har redan konstaterats att vinkelsumman för en sfärisk triangel är större än 180°. Det sfäriska överskottet, {\displaystyle E=\alpha +\beta +\gamma -180^{\circ }}, d.v.s. hur mycket vinkelsumman överstiger 180°, är proportionellt mot arean enligt
{\displaystyle A=R^{2}\cdot {\hat {E}}.}
där R betecknar radien och {\displaystyle {\hat {E}}=\pi E/180^{\circ }}.Detta kallas Girards sats efter den franske matematikern Albert Girard men upptäcktes tidigare av engelsmannen Thomas Harriot. Notera att man inte behöver känna till triangelns sidor för att bestämma dess area, och om radien är 1 är dessutom vinkelöverskottet lika med arean.

### Några identiteter för sfäriska trianglar
Som tidigare konstaterats gäller inte Pythagoras sats i den sfäriska geometrin. Den kan däremot ersättas av sambandet
{\displaystyle \cos \left({\dfrac {c}{R}}\right)=\cos \left({\dfrac {a}{R}}\right)\,\cos \left({\dfrac {b}{R}}\right)}
där c är längden på sidan som står mot den räta vinkeln (eller en av de räta vinklarna). Den sfäriska cosinussatsen kan ses som en sfärisk form av cosinussatsen:
{\displaystyle \cos \left({\dfrac {c}{R}}\right)=\cos \left({\dfrac {a}{R}}\right)\cos \left({\dfrac {b}{R}}\right)+\sin \left({\dfrac {a}{R}}\right)\sin \left({\dfrac {b}{R}}\right)\cos \gamma .\!}
Slutligen lyder halvsidsformeln
{\displaystyle \tan \left({\frac {c}{2R}}\right)={\sqrt {\frac {-\cos S\cos(S-\gamma )}{\cos(S-\alpha )\cos(S-\beta )}}}\,,}
där
{\displaystyle S={\frac {\alpha +\beta +\gamma }{2}}.}